# Lindsay Wisdom-Hylton
Pour les articles homonymes, voir Wisdom et Hylton.
Lindsay Wisdom-Hylton, née le 26 mai 1986 à Naperville (Illinois) est une joueuse américaine de basket-ball. 

## Biographie
Formée à l'Université de Purdue, elle est Championne du Monde Espoirs en 2007. Durant la saison LFB 2011, elle remplace sa compatriote Jazz Covington, blessée. Après deux saisons aux Sparks, elle est transférée au Sky de Chicago contre le second tour de draft 2012.

## Clubs
- 2005-2009: Boilermakers de Purdue (NCAA)
- 2009-2010: Ravenna Esperides (Grèce)
- 2010-2011: Elitzur Ramla (Israël)
- 2011 : Union Hainaut Basket

- 2009-2010 : Sparks de Los Angeles (WNBA)
- 2011 : Sky de Chicago (WNBA)
- 2012 : Mystics de Washington (WNBA)